# Temperatura de Curie

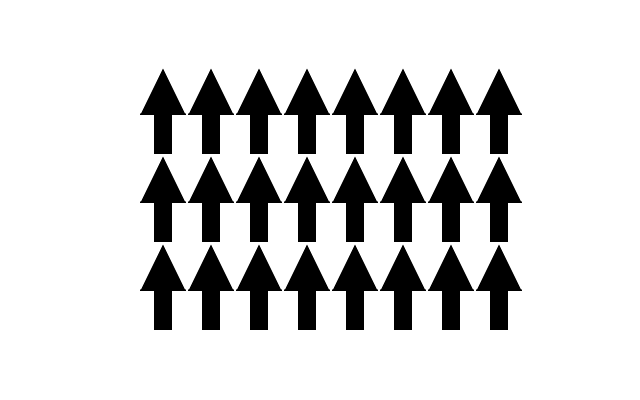
Figura 1: Abaixo da Temperatura de Curie, spins magnéticos vizinhos são alinhados como ferromagnéticos na ausência de um campo magnético requerido.

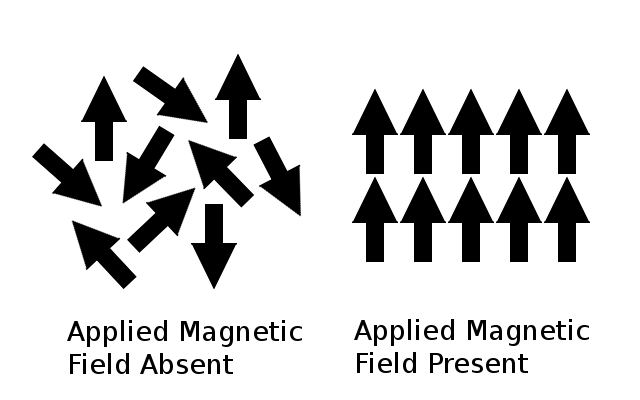
Figura 2: Acima da Temperatura de Curie, os spins magnéticos são alinhados aleatoriamente como paramagnéticos até que um campo magnético é requerido.

Na física e na ciência dos materiais, a Temperatura de Curie (Tc), ou a temperatura no Ponto de Curie, é a temperatura na qual o magnetismo permanente de um material se torna um magnetismo induzido. A força do magnetismo é determinada pelo momento magnético.
A temperatura de Curie é o ponto crítico onde o momento magnético intrínseco do material muda de direção. Momentos magnéticos são momentos de dipolo permanentes que dentro do átomo são criados a partir do momento angular e do spin dos elétrons. Materiais tem diferentes estruturas de momentos magnéticos intrínsecos que variam com a mudança de temperatura.
Magnetismo permanente é causado pelo alinhamento dos momentos magnéticos e magnetismo induzido é criado quando momentos magnéticos desordenados são forçados a se alinhar em um campo magnético requerido. Por exemplo, os momentos magnéticos ordenados (ferromagnético, Figura 1) mudam e se tornam desordenados (paramagnético, Figura 2) na Temperatura de Curie.
Altas temperaturas fazem a magnetização espontânea de imãs mais fracos ocorrer apenas na Temperatura de Curie. Susceptibilidade magnética só ocorre acima da Temperatura de Curie e pode ser calculada pela Lei de Curie-Weiss que é derivada da Lei de Curie.
Em analogia aos materiais ferromagnéticos e paramagnéticos, a temperatura de Curie pode ser usada para descrever a temperatura onde polarização eletrostática espontânea do material se torna um polarização eletrostática induzida ou o contrário caso a temperatura seja reduzida abaixo da Temperatura de Curie.
A Temperatura de Curie recebeu esse nome depois que Pierre Curie mostrou que o magnetismo se perde depois de alcançar uma temperatura crítica.
| Material                          | Temperatura de Curie (°C) |
| --------------------------------- | ------------------------- |
| Ferro (Fe)                        | 770                       |
| Cobalto (Co)                      | 1127                      |
| Níquel (Ni)                       | 354                       |
| Gadolínio (Gd)                    | 19                        |
| Disprósio (Dy)                    | -185                      |
| MnBi                              | 357                       |
| MnSb                              | 314                       |
| CrO2                              | 113                       |
| MnAs                              | 45                        |
| EuO                               | -204                      |
| Óxido férrico (Fe2O3)             | 675                       |
| Óxido de ferro(II,III) (FeOFe2O3) | 585                       |
| NiOFe2O3                          | 585                       |
| CuOFe2O3                          | 455                       |
| MgOFe2O3                          | 440                       |
| MnOFe2O3                          | 300                       |
| Y3Fe5O12                          | 287                       |
| Ímã de neodímio                   | 310-400                   |
| Alnico                            | 700-860                   |
| Imã Samário-Cobre                 | 720-800                   |
| Ferrite                           | 450                       |

## Lei de Curie-Weiss
A Lei de Curie-Weiss é uma versão adaptada da Lei de Curie.
A Lei de Curie-Weiss é um modelo simples derivado da aproximação do campo médio, isso significa que funciona bem quando a temperatura do material,T, é muito maior que sua correspondente Temperatura de Curie,Tc, logo T >> Tc; Entretanto falha para descrever a susceptibilidade magnética, χ, na proximidade imediata do ponto de Curie por causa das flutuações locais entre os átomos.
Ambas Lei de Curie e Lei de Curie-Weiss não servem quando T< Tc.
Lei de Curie para material paramagnético:
{\displaystyle \chi ={\frac {M}{H}}={\frac {M\mu _{0}}{B}}={\frac {C}{T}}}
| Definição |                                                                                      |
| --------- | ------------------------------------------------------------------------------------ |
| χ         | a susceptibilidade magnética; influência de um campo magnético requerido no material |
| M         | momento magnético por unidade de volume                                              |
| H         | o campo magnético macroscópico                                                       |
| B         | o campo magnético                                                                    |
| C         | a Constante Curie específica do material                                             |

## Aplicações
- Estudo do paleo-magnetismo terrestre
- Desmagnetização de materiais

## Temperatura de Curie ou ponto de Curie em materiais piezoelétricos
Na analogia aos materiais ferromagnéticos, a temperatura de Curie é usada também em materiais piezoelétricos, onde o material perde sua polarização espontânea e características piezoelétricas acima da temperatura de Curie. No "Titano-zirconato de chumbo" (PZT), o material é tetraédrico abaixo da temperatura de Curie e passa a ser cúbico acima desta temperatura, além disso, não resta nenhum momento de dipolo líquido e nenhuma polarização espontânea acima da temperatura Curie.